# ATK Prague
Pour section football du club, voir Marila Příbram.
L’Armádní tělocvičný klub Praha (en français club d'entraînement physique de l'armée) a été fondé le 1er octobre 1948 dans la ville de Prague par l'armée tchécoslovaque. La section de hockey sur glace rejoint alors le Championnat élite.

## Histoire
À la suite de la création, le club se place dès la première saison à la troisième place du classement derrière le LTC Prague, équipe phare des années 1930 et 1940 et le ŠK Bratislava. Dès la deuxième saison, l'ATK mené par Augustin Bubník et ses 26 buts (meilleur total du championnat) gagne le titre de champion. L'ATK met ainsi fin à une domination du LTC (11 titres en 12 saisons).
Cela dit, l'ATK ne rencontre pas le même succès l'année suivante. En 1953, le club prend le nom de ÚDA Prague et trois saisons plus tard, le club fusionne avec l'autre club militaire de Prague, le Tankista Prague, pour fonder le HC Dukla Jihlava qui est par la suite douze fois champion de Tchécoslovaquie.

## Joueurs

### Saison 1949-1950
Les joueurs suivant ont porté le maillot de l'ATK lors du sacre de 1950:
- Gardiens : Jirka, Markl
- Défenseurs : Antonín Španinger, P. Hainý, Šašek, Remiáš, Höhn
- Attaquants : Vladimír Kobranov, Augustin  Bubník, Stock, Hajšman, Zdeněk Marek I, Čech, Pospíšil, Koller, Mach.

### Autres joueurs
- Zdeněk Marek
- Gut Karel